# Onda elettromagnetica in un conduttore
In fisica, lo studio di un'onda elettromagnetica in un conduttore affronta il problema di un'onda elettromagnetica che incide su un conduttore elettrico e che ha come effetto di accelerare gli elettroni di conduzione, che effettuano un moto oscillatorio dipendente dalla forma dell'onda.

L'onda elettromagnetica non penetra oltre gli strati superficiali del conduttore, e viene per la maggior parte riflessa o dissipata per effetto Joule.

Lo studio del comportamento dei campi nel conduttore si basa sull'estensione delle equazioni di Maxwell al caso in cui la radiazione si propaghi in un conduttore elettrico.

## Equazione delle onde nei conduttori
Le equazioni di Maxwell nel caso di un conduttore ohmico omogeneo e isotropo permettono di ricavare l'equazione delle onde per il campo elettrico ed il campo magnetico all'interno di un conduttore:
{\displaystyle \nabla ^{2}\mathbf {E} -\varepsilon \mu {\frac {\partial ^{2}\mathbf {E} }{\partial t^{2}}}-\sigma \mu {\frac {\partial \mathbf {E} }{\partial t}}=0}
{\displaystyle \nabla ^{2}\mathbf {H} -\varepsilon \mu {\frac {\partial ^{2}\mathbf {H} }{\partial t^{2}}}-\sigma \mu {\frac {\partial \mathbf {H} }{\partial t}}=0}
dove {\displaystyle \sigma } è la conducibilità elettrica.

### Derivazione
L'equazione delle onde si può ricavare a partire dalle equazioni di Maxwell per mezzo della legge di Ohm generalizzata:
{\displaystyle \mathbf {J} =\sigma \mathbf {E} }
dove {\displaystyle \mathbf {J} } è la densità di corrente. La precedente relazione locale vale anche nel caso non stazionario, sebbene la conducibilità elettrica dipenda in generale dal campo.

Supponendo la conducibilità elettrica costante, dalla quarta equazione di Maxwell si ottiene, sostituendo a {\displaystyle \mathbf {J} } la legge di Ohm:
{\displaystyle \mathbf {\nabla } \times \mathbf {H} =\sigma \mathbf {E} +\varepsilon {\frac {\partial \mathbf {E} }{\partial t}}}
applicando il rotore ed usando le relazioni tra operatori si ottiene:
{\displaystyle \mathbf {\nabla } \times \mathbf {\nabla } \times \mathbf {H} =-\nabla ^{2}\mathbf {H} +\mathbf {\nabla } \mathbf {\nabla } \cdot \mathbf {H} =\sigma (\mathbf {\nabla } \times \mathbf {E} )+\varepsilon {\frac {\partial }{\partial t}}(\mathbf {\nabla } \times \mathbf {E} )}
Sapendo che nella seconda uguaglianza:
{\displaystyle \mathbf {\nabla } \cdot \mathbf {H} ={\frac {1}{\mu }}(\mathbf {\nabla } \cdot \mathbf {B} )=0}
e che per la terza equazione di Maxwell:
{\displaystyle \mathbf {\nabla } \times \mathbf {E} =-\mu {\frac {\partial H}{\partial t}}}
applicando tale procedura in maniera speculare alla terza equazione di Maxwell si ottiene l'equazione delle onde per i campi all'interno di un conduttore.

## Soluzione
La soluzione generale nel caso di onda piana che si propaga nella direzione x è:
{\displaystyle \phi (x,t)=\Phi (x)e^{j\omega t}\ }
dove j è l'unità immaginaria e la funzione complessa {\displaystyle \Phi (x)} ha soluzione del tipo:
{\displaystyle \Phi (x)=Ae^{j\alpha x}\ }
dove:
{\displaystyle \alpha ^{2}=\omega ^{2}\varepsilon \mu -j\omega \sigma \mu \ }
con parte reale e immaginaria data da:
{\displaystyle \Re (\alpha )=\omega {\sqrt {{\frac {\varepsilon \mu }{2}}\left(1\pm {\sqrt {1+{\frac {\sigma ^{2}}{\omega ^{2}\varepsilon ^{2}}}}}\right)}}}
{\displaystyle \Im (\alpha )={\frac {\omega \sigma \mu }{2\cdot \Re (\alpha )}}}
In definitiva l'onda piana assume una soluzione del tipo:
{\displaystyle \phi (x,t)=Ae^{\Im (\alpha )\cdot x}e^{j(\Re (\alpha )\cdot x+\omega t)}}
A questo punto l'onda trasferisce un'oscillazione smorzata per {\displaystyle \Re (\alpha )<0} con coefficiente di attenuazione {\displaystyle |\Im (\alpha )|}.
Analogamente alle onde che incidono su un conduttore ohmico si parla di effetto pelle nel caso un conduttore sia percorso da corrente alternata, allora l'oscillazione è maggiore sullo strato superficiale del conduttore. Inoltre l'incidenza di onde elettromagnetiche provocano i fenomeni di rifrazione e riflessione.

## Potenza trasferita al materiale
Si consideri un'onda elettromagnetica incidente su un materiale, essa esercita una forza per unità di volume data dalla forza di Lorentz generalizzata:
{\displaystyle \mathbf {f} =nq(\mathbf {E} +\mathbf {v} \times \mathbf {B} )}
dove n è il numero di cariche contenute nell'unità di volume, e q la carica elementare.

La potenza trasferita dall'onda elettromagnetica per unità di volume al materiale è dovuta solamente al campo elettrico, in quanto la forza relativa al campo magnetico non compie lavoro. Moltiplicando scalarmente la precedente espressione per la velocità, che è ortogonale al vettore {\displaystyle \mathbf {v} \times \mathbf {B} }, si ottiene infatti l'espressione della densità di potenza:
{\displaystyle w=\mathbf {E} \cdot \mathbf {J} }
dove {\displaystyle \mathbf {J} =nq\mathbf {v} } è la densità di corrente, che è proporzionale al campo:
{\displaystyle \mathbf {J} =\sigma \mathbf {E} }
La costante di proporzionalità, detta conducibilità elettrica, è un numero complesso.

In un conduttore le cariche compiono un moto oscillatorio forzato, e si ha in generale:
{\displaystyle w=\mathbf {E} \cdot \mathbf {J} =\sigma E^{2}}
Nel caso considerevole in cui l'onda ha una rappresentazione sinusoidale, anche la densità di corrente ha una dipendenza sinusoidale, per cui la densità di potenza deve essere mediata su un periodo:
{\displaystyle \langle w\rangle =\langle \mathbf {E} \cdot \mathbf {J} \rangle ={\frac {E_{0}^{2}}{2}}\sigma \cos \alpha }
dove abbiamo sviluppato il prodotto scalare e quindi α è l'angolo tra il campo elettrico e il vettore densità di corrente.